# Maaseik

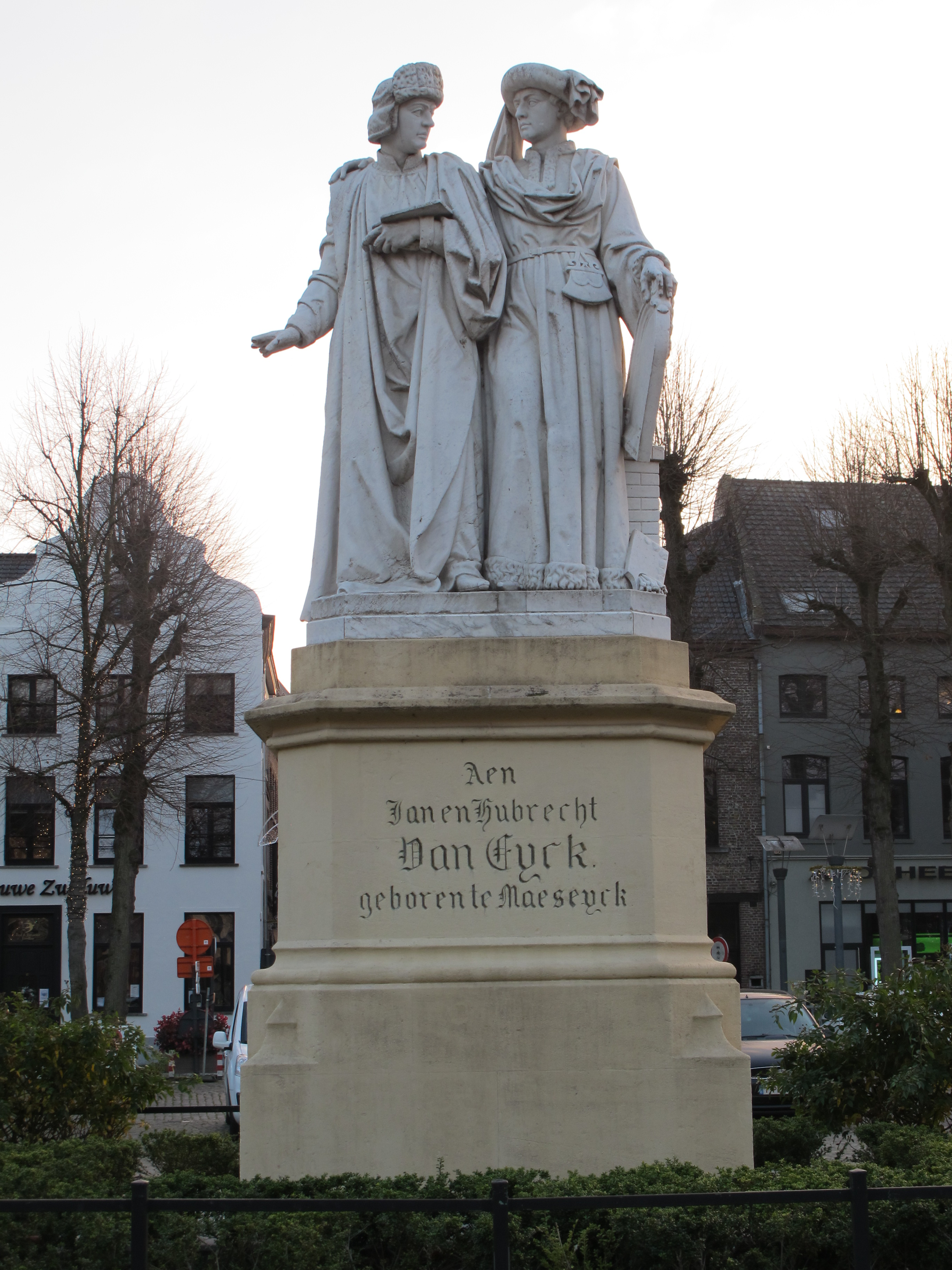
Jan van Eyck és testvére Hubert van Eyck szobra Maaseik főterén, szemben a városházával. A városi tölgyet (Vast als Eyck by der Mase) ki kellett vágni, hogy központi helyre kerülhessen a szobor. A kivágott tölgyfából készültek a városháza tanácstermébe a székek. (1864)

Maaseik (holland kiejtés: [ˈmaːsɛi̯k]; limburgi nyelven: Mezeik) egy 25 000 lakosú belga település, amely Belgium flamand régiójában található, az itt Hollandiával határfolyó Maas partján. Maaseik Maaseik járás székhelye, Limburg tartomány 8. legnagyobb települése.
Maaseik a XV. század első felében a németalföldi tájképfestészetet megteremtő Hubert van Eyck és Jan van Eyck flamand festőtestvérpár szülővárosa. (Nevük is a város nevéből ered, a Maas elhagyásával a szótő Eik (régiesen Eyck); tehát a flamand van Eyck jelentése így Eyckből való.)

## Kapcsolódó szócikkek

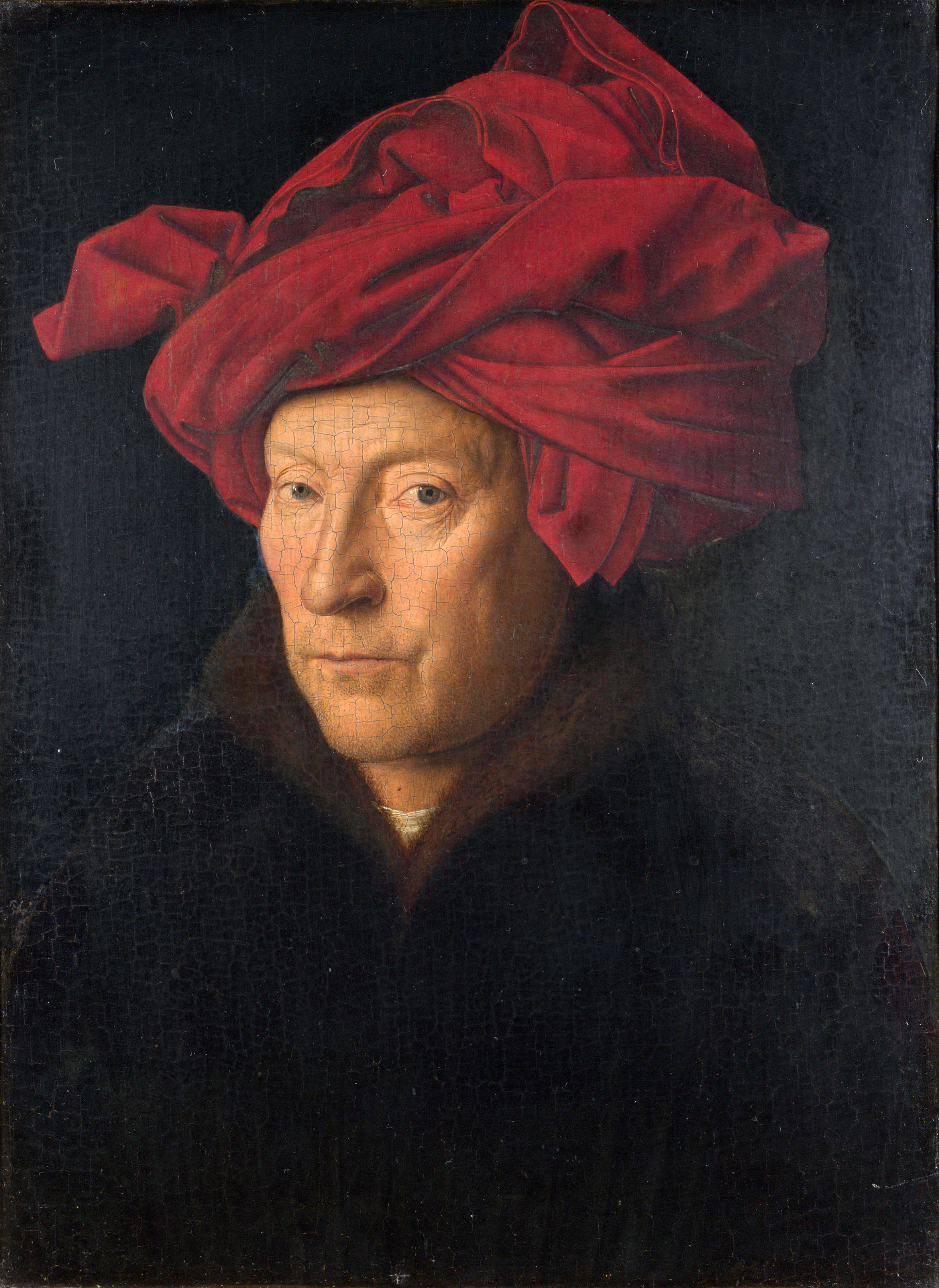
Jan van Eyck Önarckép (másolata a maaseiki városháza bejáratánál)